# Eustache Le Noble

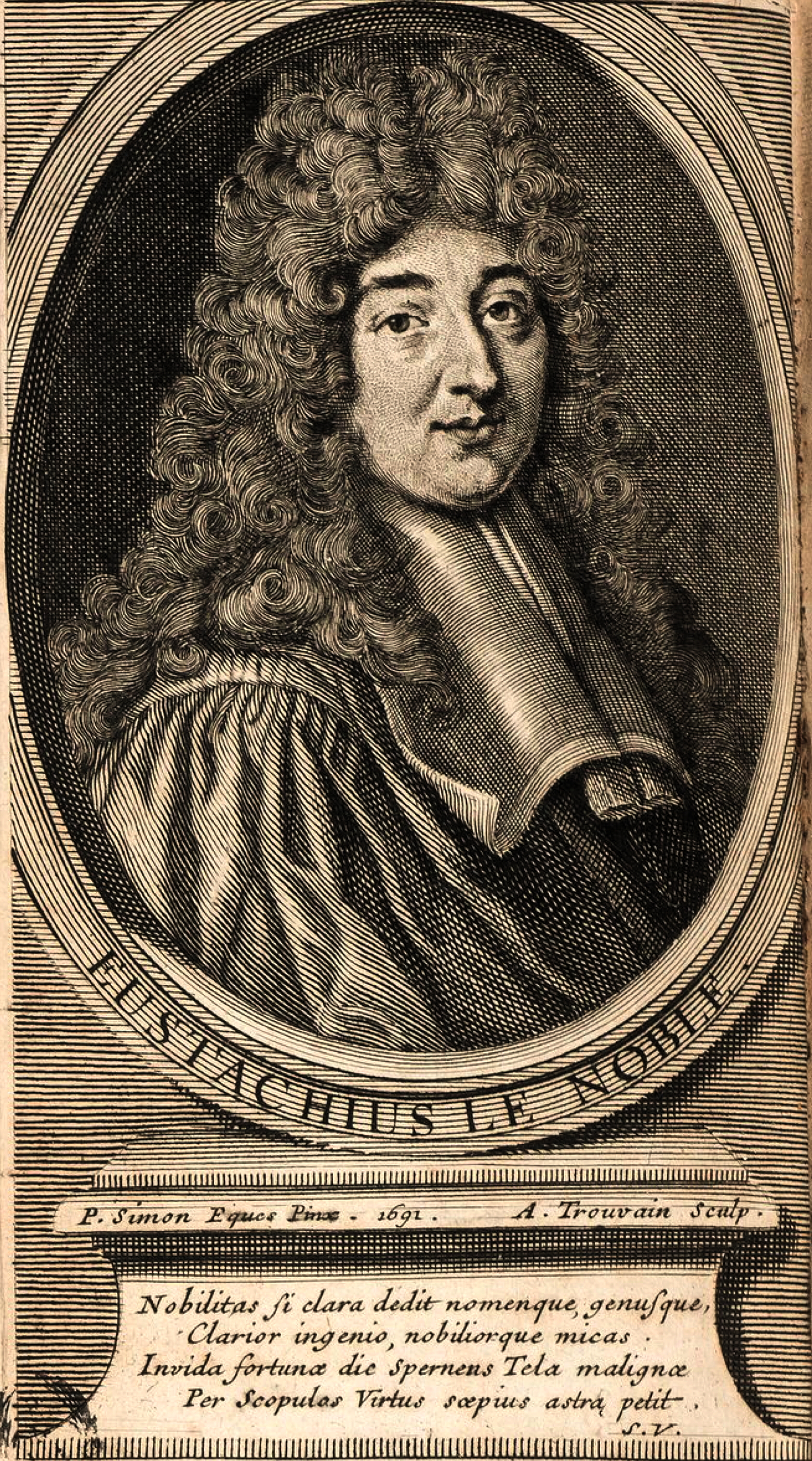

Eustache Le Noble, né en 1643 à Troyes et mort le 31 janvier 1711 à Paris, est un dramaturge et écrivain français.

## Carrière
Il est issu d'une honorable famille de robe de Champagne. Son père est Président et Lieutenant général à Troyes. Le Noble est baron de Saint-Georges et de Tenelière et  procureur général au parlement de Metz. Menant une vie dissolue Le Noble ruiné est obligé de vendre sa charge pour régler ses dettes. Il fabrique de fausses créances qu'il réclame aux héritiers du Lieutenant criminel de Troyes Giraudin. Convaincu de faux il est condamné et  enfermé à la Conciergerie, où il s’éprit de passion pour Gabrielle Perreau, la Belle Épicière, qui y était détenue.
Ayant trouvé le moyen de s’évader avec elle, il publia, pour vivre, des dialogues satiriques sur les affaires du temps. Le début de l'activité de polémiste de Le Noble s'inscrit dans le cadre de l'Affaire de la régale entre le Pape et le roi de France par la rédaction d'une plaquette intitulé Le Cibisme en réponse au Plaidoyer de Monsieur Talon, d'inspiration ultramontain. Son succès l'incita à poursuivre ses publications sur les évènements de l'époque :  de la Révolution d'Angleterre qui renverse Jacques II au profit de Guillaume d'Orange, et de la guerre de la Ligue d'Augsbourg dirigée contre la France.
D'emblée, Le Noble s'affiche anti-ultramontain, anti-orangiste et anti-protestant, pour la légitimité du souverain, la politique diplomatique et militaire de Louis XIV.
Les premières publications, sous forme de dialogues, sont de petites brochures  portant une adresse fictive Londres, Rome, Cologne Leyde etc. La première série  intitulée Dialogues sur les affaires du temps paraît entre 1688 et 1690. À partir de janvier 1690, la parution devient mensuelle et le titre change en "La Pierre de touche politique, Dialogues dans la manière de Lucien, mais appliqués aux grands de la terre". Le 28e et dernier numéro paraît en novembre 1691.
Bayle trouve dans ces textes « infiniment d’esprit et de lectures ». La prose en est claire, incisive, et fréquemment coupée par des vers qui ne sont pas sans mérite.
Les Œuvres complètes de Le Noble ont été publiées (Paris, 1718, 20 vol. in-12). Le Gage touché, Ildegerte, reyne de Norvège, Zulima et La Fausse Comtesse d’Isamberg ont été réimprimés par Slatkine en 1980.

## Source
- Gustave Vapereau, Dictionnaire universel des littératures, Paris, Hachette, 1876, p. 1227